# U-238
| U-238                      | U-238                                                          | U-238                                                          |
| -------------------------- | -------------------------------------------------------------- | -------------------------------------------------------------- |
|                            |                                                                |                                                                |
|                            |                                                                |                                                                |
|                            |                                                                |                                                                |
| Під прапором               | Третій рейх                                                    | Третій рейх                                                    |
| Спуск на воду              | 7 січня 1943 року                                              | 7 січня 1943 року                                              |
| Виведений зі складу флоту  | 9 лютого 1944 року                                             | 9 лютого 1944 року                                             |
| Сучасний статус            | затоплений                                                     | затоплений                                                     |
| Проєкт                     |                                                                |                                                                |
| Тип ПЧ                     | Торпедний ДПЧ                                                  | Торпедний ДПЧ                                                  |
| Основні характеристики     |                                                                |                                                                |
| Швидкість (надводна)       | 17,7 вузлів                                                    | 17,7 вузлів                                                    |
| Швидкість (підводна)       | 7,6 вузлів                                                     | 7,6 вузлів                                                     |
| Робоча глибина занурення   | 100 м                                                          | 100 м                                                          |
| Гранична глибина занурення | 220 м                                                          | 220 м                                                          |
| Екіпаж                     | 44 осіб                                                        | 44 осіб                                                        |
| Розміри                    |                                                                |                                                                |
| Довжина найбільша (по КВЛ) | 67,1 м                                                         | 67,1 м                                                         |
| Ширина корпусу найб.       | 6,2 м                                                          | 6,2 м                                                          |
| Висота                     | 9,6 м                                                          | 9,6 м                                                          |
| Середня осадка (по КВЛ)    | 4,70 м                                                         | 4,70 м                                                         |
| Водотоннажність надводна   | 769 т                                                          | 769 т                                                          |
| Озброєння                  |                                                                |                                                                |
| Артилерія                  | одна палубна гармата калібру 88-мм, одна 20-мм зенітна гармата | одна палубна гармата калібру 88-мм, одна 20-мм зенітна гармата |
| Торпедно- мінне озброєння  | 4 носових і один кормовий ТА. 14 торпед або 26 мін             | 4 носових і один кормовий ТА. 14 торпед або 26 мін             |

U-238 — німецький підводний човен типу VIIC, часів  Другої світової війни.
Замовлення на будівництво човна було віддане 20 січня 1941 року. Човен був закладений на верфі суднобудівної компанії «F. Krupp Germaniawerft AG» у місті Кіль 21 квітня 1942 року під заводським номером 668, спущений на воду 7 січня 1943 року, 20 лютого 1943 року увійшов до складу 5-ї флотилії. Також за час служби входив до складу 1-ї флотилії. Єдиним командиром човна був капітан-лейтенант Горст Гепп.
Човен зробив 3 бойових походи, в яких потопив 4 (загальна водотоннажність 23 048 брт)та пошкодив 1 судно.
Потоплений 9 лютого 1944 у Північній Атлантиці південно-західніше Ірландії (49°45′ пн. ш. 16°07′ зх. д. / 49.750° пн. ш. 16.117° зх. д.) глибинними бомбами британських шлюпів «Кайт», «Магпі» та «Старлінг». Всі 50 членів екіпажу загинули.

## Потоплені та пошкоджені кораблі[3]
| Назва                | Тип        | Належність      | Дата            | Тоннаж (БРТ) | Вантаж | Статус     | Місце                                                       |
| Frederick Douglass   | суховантаж | США             | 20 вересня 1943 | 7 176        | Баласт | пошкоджено | 58°03′ пн. ш. 28°08′ зх. д. / 58.050° пн. ш. 28.133° зх. д. |
| Theodore Dwight Weld | суховантаж | США             | 20 вересня 1943 | 7 176        | Баласт | потоплено  | 57°03′ пн. ш. 28°08′ зх. д. / 57.050° пн. ш. 28.133° зх. д. |
| Fort Jemseg          | суховантаж | Велика Британія | 23 вересня 1943 | 7 134        | Баласт | потоплено  | 53°18′ пн. ш. 40°24′ зх. д. / 53.300° пн. ш. 40.400° зх. д. |
| Oregon Express       | танкер     | Норвегія        | 23 вересня 1943 | 3 642        | Баласт | потоплено  | 53°40′ пн. ш. 39°50′ зх. д. / 53.667° пн. ш. 39.833° зх. д. |
| Skjebred             | суховантаж | Норвегія        | 23 вересня 1943 | 5 096        | Баласт | потоплено  | 53°18′ пн. ш. 40°24′ зх. д. / 53.300° пн. ш. 40.400° зх. д. |